# Acantholimon schachimardanicum
Acantholimon schachimardanicum är en triftväxtart som beskrevs av Igor Alexandrovich Linczevski. Acantholimon schachimardanicum ingår i släktet Acantholimon och familjen triftväxter. Inga underarter finns listade i Catalogue of Life.